# Давидов Микола Григорович
Микола Григорович Давидов (нар. 16 червня 1928, село Кузьмадіно, тепер Юр'єв-Польського району Владимирської області, Російська Федерація — 22 вересня 2012, місто Москва) — радянський державний діяч, 1-й секретар Джезказганського обласного комітету КП Казахстану. Кандидат у члени ЦК КПРС у 1986—1989 роках. Депутат Верховної Ради Казахської РСР 7—8-го і 10-го скликань. Депутат Верховної Ради СРСР 11-го скликання.

## Життєпис
У 1948 році закінчив Кольчугінський технікум з обробки кольорових металів і сплавів Владимирської області, технік-технолог.
У 1948—1951 роках — змінний майстер, секретар комітету комсомолу Балхаського заводу кольорового прокату Карагандинської області Казахської РСР.
У 1951—1954 роках — 2-й секретар, 1-й секретар Балхаського міського комітету ЛКСМ Казахстану Карагандинської області.
Член КПРС з 1952 року.
У 1954—1955 роках — завідувач промислово-транспортного відділу Балхаського міського комітету КП Казахстану Карагандинської області.
У 1955—1960 роках — 2-й секретар, 1-й секретар Карагандинського обласного комітету ЛКСМ Казахстану.
У 1960 році — заступник завідувача відділу Карагандинського обласного комітету КП Казахстану.
У 1960—1969 роках — 1-й секретар Джезказганського міського комітету КП Казахстану Карагандинської області.
У 1965 році закінчив заочну Вищу партійну школу при ЦК КПРС.
У 1969—1973 роках — 1-й секретар Теміртауського міського комітету КП Казахстану Карагандинської області.
У 1973—1975 роках — голова Карагандинського обласного комітету народного контролю.
У 1975—1977 роках — заступник голови виконавчого комітету Карагандинської обласної ради депутатів трудящих.
У 1977 — листопаді 1982 року — 2-й секретар Чимкентського обласного комітету КП Казахстану.
У листопаді 1982 — 23 січня 1988 року — 1-й секретар Джезказганського обласного комітету КП Казахстану.
З січня 1988 року — персональний пенсіонер союзного значення в місті Москві.
Помер 22 вересня 2012 року. Похований на Троєкуровському цвинтарі Москви.

## Родина
Дружина — Давидова Тамара Миколаївна. Дві дочки: Тетяна та Ірина.

## Нагороди
- орден Жовтневої Революції
- два ордени Трудового Червоного Прапора
- орден «Знак Пошани»
- орден Достик ІІ ст. (Казахстан) (2010)
- медалі
- Почесна грамота Президії Верховної Ради Казахської РСР